# Alexandr Flek
Alexandr Flek (* 3. dubna 1968 Hradec Králové) je český evangelikální teolog, kazatel, vydavatel a překladatel, od roku 1994 iniciátor a vedoucí překladatelského týmu v projektu Bible 21. V současnosti se věnuje přednáškové činnosti, vede nakladatelství Biblion a působí jako hostující kazatel. V letech 1988–1995 působil v Praze jako pastor charismatického evangelikálního sboru Voda života.

## Život a činnost
Alexandr Flek se narodil v ateistické intelektuální rodině. Během dospívání hledal osobní naplnění ve filosofii, umění, vztazích i alkoholu. Počátkem roku 1987 se poprvé seznámil s biblickým příběhem o Ježíši Kristu a stal se křesťanem. V té době se obracela k víře také řada jeho přátel z pražských bohémských kruhů.
V únoru 1987 až srpnu 1988 byl Alexandr Flek členem skupiny mladých křesťanů. V srpnu 1988 se stal vůdčí postavou této skupiny a v lednu 1989 se skupina vyhlásila jako Nezávislá křesťanská společnost Voda života a dále vystupovala pod tímto názvem.
Pod jeho vedením sbor Voda života vyrostl ze zakládajícího počtu 22 členů v roce 1989 na počet okolo 400 členů v roce 1995. Alexandr Flek byl zároveň šéfredaktorem jeho časopisu a překladatelem a autorem řady publikací. V letech 1993–1994 působil jako ředitel biblické školy Slovo života.
V letech 1995–1998 vystudoval Alexandr Flek biblistiku a získal titul BA (Bachelor of Arts) na Livets Ord University, Uppsala (Švédsko). Studia biblických jazyků dokončil v letech 1998–2003 na Mezinárodním baptistickém teologickém semináři v Praze, kde obdržel titul MTh (Master of Theology). V této době přehodnotil a změnil některé své dřívější postoje a názory.
Jazykovému a teologickému vzdělání předcházelo studium na UK v letech 1988–1990 (PedF, Vychovatelství osob vyžadujících zvláštní péči) a 1986–1987 (FF, Divadelní a filmová věda).
Koncem devadesátých let Flek opustil hnutí Slovo života a začal se angažovat v jiných křesťanských denominacích. Spolupracoval např. se Zdeňkem Vojtíškem, odborníkem na sekty a nová náboženská hnutí. V roce 2011 založil pražské evangelické společenství Ta Cesta, které do roku 2016 vedl. V současnosti káže a přednáší na půdě sborů Církve bratrské, Jednoty bratrské, Apoštolské církve, Křesťanských společenství, Křesťanských sborů, baptistických sborů, Církve československé husitské, Církve adventistů sedmého dne a dalších. Vystupuje také ve veřejných diskusích, v médiích, knihovnách, školách a na kulturních festivalech. Je aktivním členem, překladatelem proslovů mezinárodních řečníků a finančně přispívá na chod spolku Meziprostor, který pořádá festival Meziprostor pro levicové křesťany.
Je aktivním členem Evangelikální teologické společnosti, kde působí v pracovní skupině biblických překladů. Od roku 1991 přispívá do různých křesťanských periodik.

### Bible 21 a Biblion
Od roku 1994 se Alexandr Flek věnoval na plný úvazek překládání Bible. Jím vedený překlad pod názvem Bible, překlad 21. století (dříve NBK) zaznamenala řada médií. Překlad Nového zákona byl dokončen v roce 1998, překlad Starého zákona v roce 2008.
Od roku 1998 Flek pracuje jako předseda občanského sdružení Biblion, které jako stejnojmenné nakladatelství vydává překlad Bible21. Nového zákona v tomto překladu bylo již vydáno a distribuováno přes 100 000 kusů (cca 20 000 na audio CD). Překlad Starého zákona vycházel postupně v jednotlivých svazcích, podobně jako i některé jiné rozsáhlejší překlady. V roce 2009 bylo vydáno přes 117 000 výtisků kompletního překladu Bible 21 v jednom svazku. S více než 73 700 prodanými výtisky se titul stal bestsellerem roku v ČR.
V roce 2018 vydal parafrázované příběhy z Bible pod jménem Parabible.

### Rodinný stav
Alexandr Flek je od července 1989 ženatý, má dvě dospělé dcery a dva syny.

## Názory na veřejná a politická témata
27. ledna 2013 při setkání v Pražském evangelickém společenství Ta Cesta, které do roku 2016 vedl, zakončil rozhovor s Ladislavem Heryánem na téma prezidentských voleb kritikou demokratické vyzrálosti křesťanů a v tom kontextu se vyjádřil, že křesťané by měli opustit totalitní způsob myšlení a připustit možnost více názorů i v politicky vyhraněných a kontroverzních otázkách, jakými jsou například potraty a sňatky homosexuálních párů.

## Překlady
- John Osteen: Božský proud. Praha, Voda života, 1990
- John Osteen: Jak demonstrovat satanovu porážku. Praha, Voda života, 1990
- Ulf Ekman: Kazit skutky ďábla, Praha, Lotos, 1990, ISBN 80-900112-0-9
- Ulf Ekman: Moc nového stvoření, Praha, Voda života, 1990, 2. vydání Praha, Dynamis, 1995, ISBN 80-85891-04-2
- Peter Tan: Pomazání Ducha Svatého, Praha, Voda života, 1993, ISBN 80-901231-4-7
- Nová Bible kralická. Nový Zákon našeho Pána Spasitele Ježíše Krista (přeložili Alexandr Flek a P. Hofmann), Plzeň, Nadace pro Novou Bibli kralickou, 1998, ISBN 80-902458-1-1, ISBN 80-902458-0-3, 2., opravené vydání: Biblion, 2000, ISBN 80-902458-3-8, ISBN 80-902458-2-X, 3. vydání Biblion, 2001, ISBN 80-902458-4-6 a další vydání
- Píseň písní zvaná Šalomounova, Biblion, 2001, ISBN 80-902458-5-4
- Nová Bible kralická – Knihy Mojžíšovy, Biblion, 2002, ISBN 80-902458-7-0
- Přísloví krále Šalomouna, Český Krumlov, Biblion, 2003, ISBN 80-902458-8-9
- Historické knihy Starého zákona (přeložili Alexandr Flek a Jiří Hedánek), České Budějovice, Biblion, 2005, 479 stran, ISBN 80-903528-4-7
- Poetické knihy Starého zákona (přeložili Alexandr Flek a Jiří Hedánek), Biblion, 2006, 398 stran, ISBN 80-903528-6-3
- Prorocké knihy Starého zákona (přeložili Alexandr Flek a Jiří Hedánek), Biblion, 2008, 596 stran, ISBN 978-80-903528-9-6
- Bible, překlad 21. století (vedoucí projektu Alexandr Flek, odborná spolupráce Jiří Hedánek, Pavel Hoffman, Zdeněk Sýkora). Praha, Biblion, 2009, 1564 stran, ISBN 978-80-87282-00-7

#### Články a prezentace na www
- Blog TaCesta Pravidelné příspěvky ke křesťanským tématům
- Homosexuálové, Bible a my Křesťan dnes
- Nejde o prezidenta, ale o nás Křesťan dnes
- Frýdlanské hovory s – Alexandrem Flekem, BA, MTh.

#### Vlastní publikace a kázání
- Seznam děl v Souborném katalogu ČR, jejichž autorem nebo tématem je Alexandr Flek
- Grunt: příručka biblických základů. Praha, Voda života, 1992, ISBN 80-901231-0-4, 2. vydání Praha, Dynamis, 1995, ISBN 80-85891-03-4
- I’m Sorry, Says the Lord (Divine Repentance in the Genesis Flood Story and its Present Implications) – disertace IBTS/University of Wales, Praha 2003
- Kázání církve Voda života 1989–1994 zaznamenáno okolo 230 originálních kázání a vyučování v letech 1989 - 1994
- 1. list Janův – čtení a svědectví v KS Praha-město (2006)
- 2 kázání A. Fleka v Církvi bratrské v roce 2006 Archivováno 20. 1. 2007 na Wayback Machine.
- Ta cesta Aktuální kázání

#### Jiné
- Bible 21 úvodní stránka projektu Bible 21
- Alexandr Flek a překlad Bible Pořad ČRo s A. Flekem o překladu Bible21
- Aleff: článek o historii Vody života (18. 11. 2005)
- Aleff: Alexandr Flek – Odhalení?! (rozhovor, 24. 3. 2006)
- Hnutí Víry v Čechách a na Slovensku (1987 - 2011) Přehledový článek zahrnující historii Vody života